# La torre de Babel (película)
La torre de Babel es una Tvmovie publicada en 2007 y dirigida por Giovanna Ribes. Ha sido emitida en TV3 y en RTVV

## Trama
Un grupo de emigrantes de diferentes nacionalidades se refugian en un edificio en construcción. Tras tener problemas con el guardia de seguridad, deciden atrincherarse en el edificio. Gracias a la unión de los personajes principales, se enfrentarán a quieres quieren echarles, pero también a sus propios miedos para comenzar una nueva vida.

## Reparto
- Hamid Kim como Tahwalu.
- Andrés cavallin como Elpidio.
- María Almudever[3] como Lucía
- Patrícia Ercole como Carmenza.
- Martín Brassesco como Wilson.
- Ramón Fontseré como Don Luis.
- Xavier Serrat como Alfredo.
- Richar Mestres como Cholo.
- Antonio Valero[4] como Ernesto.
- Neus Agulló como Señora Dolores.

## Reconocimientos
La Torre de Babel, ha sido seleccionada y galardonada en varios festivales:
- XXIX Mostra de Valencia (2008), Premio a la mejor fotografía.
- X PREMIS TIRANT (2008), Nominada a mejor actriz, mejor guion original, mejor dirección y menor película.
- V Festival de Cine de Alicante[5] (2008), Selección oficial en la sección oficial de Cine Solidario.
- Festival Inquiet (2007), Sección oficial.
- Festival de la Integración (2007), Presentación oficial para la comunidad de Valencia.
- PREMIS TIRANT (2005), Premio al guion en mejor proyecto TVMovie, RTVV, FIA-UIMP, con la colaboración de PILOTS.